# David Lean (lekkoatleta)
David Francis Lean (ur. 22 sierpnia 1935 w Launceston) – australijski lekkoatleta (płotkarz i sprinter), wicemistrz olimpijski z 1956.
Zwyciężył w biegu na 440 jardów przez płotki na Igrzyskach Imperium Brytyjskiego i Wspólnoty Brytyjskiej w 1954 w Vancouver. Zdobył również na tych igrzyskach dwa brązowe medale: w sztafecie 4 × 110 jardów (biegła w składzie: Brian Oliver, Lean, Hector Hogan i Kevan Gosper) oraz w sztafecie 4 × 440 jardów (biegła w składzie: Oliver, Lean, Don MacMillan i Gosper). W biegu na 120 jardów przez płotki zajął 5. miejsce.
Zdobył srebrny medal w sztafecie 4 × 400 metrów na igrzyskach olimpijskich w 1956 w Melbourne (sztafeta Australii biegła w składzie: Leon Gregory, Lean, Graham Gipson i Gosper). Na tych samych igrzyskach Lean zajął 5. miejsce w finale biegu na 400 metrów przez płotki.
Na Igrzyskach Imperium Brytyjskiego i Wspólnoty Brytyjskiej w 1958 w Cardiff Lean zdobył srebrny medal w biegu na 440 jardów przez płotki.
Był mistrzem Australii w biegu na 440 jardów przez płotki i brązowym medalistą w biegu na 120 jardów przez płotki w 1954.
Był pięciokrotnym rekordzistą Australii w biegu na 400 metrów przez płotki, do wyniku 50,3 osiągniętego 22 lipca 1958 w Cardiff. Poprawił również rekord Australii w sztafecie 4 × 400 metrów czasem 3:06,19 (1 grudnia 1956 w Melbourne).